# Kostel svaté Máří Magdaleny (Čkyně)
Kostel svaté Máří Magdaleny v obci Čkyně je pro jižní Čechy celkem typická venkovská sakrální stavba. Je farním kostelem římskokatolické farnosti Čkyně.
Areál kostela s přilehlým hřbitovem a márnicí tvoří důležitou část urbanistické struktury obce, spolu s blízkou farou tvoří jedno z těžišť městečka.

## Stavební podoba kostela
Kostel je raně gotický z poslední čtvrtiny 13. století, přestavěný částečně v roce 1789, zvonice nad presbytářem je z roku 1827. Kostel má podobu písmene L, přičemž delší strana „písmene“ je kostelní loď a kratší tvoří sakristie. Tyto dvě části jsou spojeny presbytářem, nad nímž je nadstavěna již zmíněná zvonice. Presbytář je čtvercový s gotickou křížovou klenbou, loď má strop téměř plochý, zřejmě barokní.
Za předsíňkou je dochovaný vysoký hrotitý gotický portál, v zákristii je trámový strop.
Klenba presbytáře pochází pravděpodobně z roku 1285. V interiéru jsou dochovány gotické malby ze 14. století. Kostel nese stopy barokních úprav z roku 1789, zvonice nad presbytářem byla doplněna v roce 1827. Ve druhé polovině 19. století byla loď prodloužena k západu (přestavěn v letech 1789 a 1850). Za předsíňkou se dochoval gotický profilovaný portál s lomeným obloukem.

## Stavební podoba
Kostel sv. Máří Magdalény ve Čkyni je jednolodní stavba, s pravoúhle uzavřeným presbytářem, se sakristií s oratoří na severní a předsíňkou na jižní straně lodi. Za předsíňkou je vysoký hrotitý portál z roku 1270–80. Západní průčelí je završeno hladkou štítovou zdí stejně jako severní strana sakristie s opěráky na nárožích. Presbytář, oddělený od lodi hrotitým trimfálním obloukem,.je zaklenut polem křížové klenby se žebry o profilu vyžlabeného klínu, sbíhajícími na polovinu vejčité konsolky, v závěru se nachází pravoúhlý sanktuář.  Sakristie je kryta trámovým stropem. Loď je plochostropá a na její severní straně je zazděno původní půlkruhem završené okénko s hlubokou špaletou, v západní části lodi je dřevěná kruchta na dvou sloupech. Předsíňka je zaklenuta plackou.

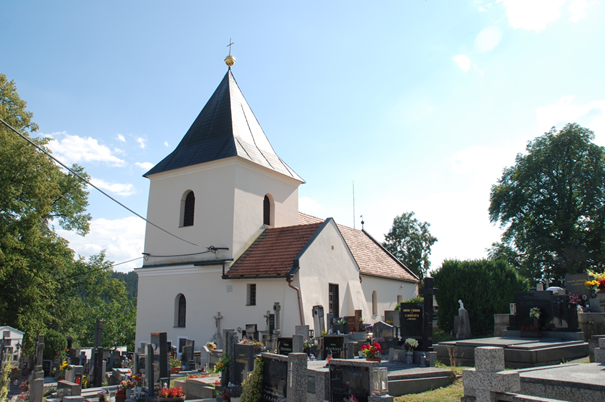

## Zařízení
Zařízení je jednotné, novobarokní z 19. století. Pozdně gotická kamenná křtitelnice.

## Bohoslužby
V kostele se konají bohoslužby v neděli od 8.00, v úterý a ve čtvrtek odpolední mše svatá. Místním administrátorem je P. Jan Janoušek.

## Pamětní deska Jana Preislera
Na Velikonoční pondělí 17. dubna 1995 byl na místní faře zavražděn 73letý kněz Jan Preisler, který ve farnosti sloužil deset let. Na jeho památku byla na kostel umístěna pamětní deska.